# Geogarypus maculatus
Geogarypus maculatus är en spindeldjursart som först beskrevs av With 1907.  Geogarypus maculatus ingår i släktet Geogarypus och familjen Geogarypidae. Inga underarter finns listade i Catalogue of Life.